# Fudbalski Klub Voždovac
Il Fudbalski Klub Voždovac (serbo: ФК Вождовац) è una società calcistica serba con sede nella città di Belgrado. Nella stagione 2024-2025 milita nella Prva Liga Srbija, la seconda divisione del calcio serbo.

## Storia
Il FK Voždovac è uno dei club più antichi della Serbia, essendo stato fondato nel 1912 con il nome di FK Dušanovac. Nel 1929 assume la denominazione di Voždovački SK.
Il periodo di maggior successo del club è quello che va dal 1964 al 1973, quando, dopo aver vinto il campionato di Republička liga Srbije compete ininterrottamente in Druga Liga, con un 4º posto ottenuto nella stagione 1969-1970.
Nel 1973 assorbe il dissolto FK Sloboda e diventa FK Voždovac, ma nonostante la fusione retrocede.
Nel 1975 vince la Kup Beogradskog saveza.
Gli anni successivi sono anonimi, fino alla vittoria nella Liga Beograd, il campionato di terza serie, nel 2003-2004. Il 27 giugno 2005, il FK Železnik non riesce ad iscriversi per problemi finanziari e si fonde con il FK Voždovac,.
La prima stagione del club, quella 2005-2006 è memorabile, termina infatti al 3º posto in classifica, ma per problemi legati alla fusione rinuncia all'iscrizione alla successiva competizione europea, problemi che portano alla retrocessione al termine della stagione seguente.
Nel 2009 arriva anche la retrocessione in Srpska Liga, campionato dal quale riemerge solo nel 2012, quando vincendo agevolmente, risale finalmente in Prva Liga, promozione seguita dall'altra che riporta il club nella Super Liga.

## Organico

### Rosa 2024-2025
Aggiornato al 18 gennaio 2025
| N. |                                 | Ruolo | Calciatore           |
| -- | ------------------------------- | ----- | -------------------- |
| 4  | Serbia (bandiera)               | C     | Lazar Kojić          |
| 5  | Serbia (bandiera)               | D     | Aleksandar Lukić     |
| 6  | Serbia (bandiera)               | C     | Aleksa Matić         |
| 7  | Serbia (bandiera)               | C     | Milan Kolarević      |
| 8  | Serbia (bandiera)               | C     | Bogdan Jočić         |
| 9  | Bosnia ed Erzegovina (bandiera) | C     | Danilo Teodorović    |
| 10 | Serbia (bandiera)               | C     | Lazar Pavlović       |
| 11 | Montenegro (bandiera)           | C     | Nikša Vujanović      |
| 13 | Ghana (bandiera)                | C     | Isaac Kwabena Arthur |
| 15 | Serbia (bandiera)               | C     | Luka Vidic           |
| 16 | Serbia (bandiera)               | C     | Matija Mitrović      |
| 17 | Serbia (bandiera)               | C     | Stefan Pirgić        |
| 19 | Serbia (bandiera)               | P     | Andrija Katić        |
| 20 | Serbia (bandiera)               | C     | Miljan Krpić         |
| 21 | Serbia (bandiera)               | A     | Bogdan Petrović      |
| 23 | Serbia (bandiera)               | A     | Mateja Bubanj        |
| 24 | Serbia (bandiera)               | C     | Vladimir Miletić     |

| N. |                               | Ruolo | Calciatore         |
| -- | ----------------------------- | ----- | ------------------ |
| 25 | Perù (bandiera)               | C     | Rodrigo Vilca      |
| 26 | Serbia (bandiera)             | C     | Filip Jorgovanović |
| 27 | Serbia (bandiera)             | D     | Filip Antonijević  |
| 28 | Serbia (bandiera)             | C     | Andrija Lazarević  |
| 29 | Serbia (bandiera)             | C     | Lazar Đurić        |
| 30 | Macedonia del Nord (bandiera) | D     | Andrija Dimeski    |
| 32 | Serbia (bandiera)             | D     | Vukašin Pavlović   |
| 33 | Serbia (bandiera)             | D     | Nikola Đuričić     |
| 42 | Serbia (bandiera)             | D     | Mihailo Dragičević |
| 44 | Serbia (bandiera)             | D     | Vukašin Đurđević   |
| 51 | Serbia (bandiera)             | C     | Nikola Skrobonja   |
| 76 | Serbia (bandiera)             | P     | Dusan Begović      |
| 77 | Serbia (bandiera)             | C     | Mihajlo Nešković   |
|    | Croazia (bandiera)            | D     | Novak Tepšić       |
|    | Serbia (bandiera)             | A     | Dušan Dodić        |
|    | Nigeria (bandiera)            | D     | Kelvin Agho        |

## Palmarès

### Competizioni nazionali
- Srpska Liga: 1

2003-2004 (girone Belgrado)

### Competizioni regionali
- Coppa di Belgrado: 1

Kup Beogradskog saveza 1975

### Altri piazzamenti
- Campionato serbo:

Terzo posto: 2005-2006
- Coppa di Serbia:

Semifinalista: 2001-2002, 2002-2003, 2014-2015
- Prva Liga Srbija:

Terzo posto: 2012-2013
- Srpska Liga:

Secondo posto: 2002-2003 (girone Belgrado)